# Посольство Литви в Україні
Посольство Литовської Республіки у Києві — офіційне дипломатичне представництво Литовської Республіки в Україні, відповідає за підтримку та розвиток відносин між Литвою та Україною.

## Історія посольства
26 серпня 1991 року Верховна Рада України визнала незалежність Литви, 4 грудня 1991 року Верховна Рада Литви визнала незалежність України. Дипломатичні відносини між країнами встановлено 12 грудня 1991 року.
Посольство Литви в Україні відкрито в серпні 1992 року, посольство України в Литві — в серпні 1993.
З 1 січня 2015 року Посольство Литви на два роки стало контактним Посольством НАТО в Україні. Посольство виконувало функції контактного Посольства НАТО в України до 31 грудня 2016 року.

## Посли Литви в Україні
1. Віргіліюс Коризна (Virgilijus Koryzna) (1992—1993) т.п.
2. Ромуальдас Рамошка (Romualdas Ramoška) (1993—1997)
3. Плячкайтіс Вітаутас Пятрас (Vytautas Petras Plečkaitis) (1997—2002)
4. Вікторас Баубліс (Viktoras Baublys) (2002—2005)
5. Альгірдас Кумжа (Algirdas Kumža) (2005—2009)
6. Пятрас Вайтекунас (Petras Vaitiekūnas) (2010—2014)
7. Гвідас Кєрушаускас (Gvidas Kerushauskas) (2014—2015) т.п.[2][3]
8. Марюс Януконіс (Marius Janukonis) (2015—2020)[4]
9. Вальдемарас Сарапінас (Valdemaras Sarapinas) (2020-2024)[5].
10. Інга Станітє-Толочкєнє (Inga Stanytė-Toločkienė) (2024-)[6]

## Почесні консульства Литви в Україні

### Консул у Львові
- Адреса: 79000, Львів, вул. Героїв УПА, 72

### Консул у АР Крим

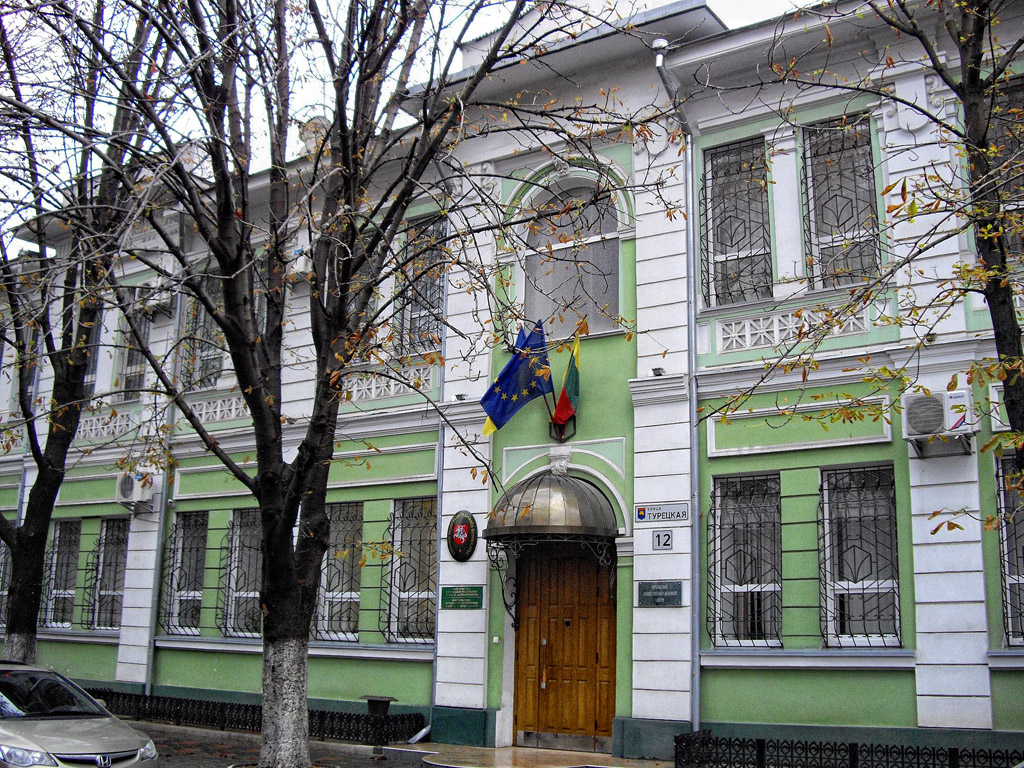
Генеральне консульство Литви в Сімферополі до початку тимчасової російської анексії Криму

У зв'язку з тимчасовою окупацією Криму знаходиться у Дніпрі на вул. Горького, 6

### Консул у Дніпрі
Консул Півняк Віталій Геннадійович. Дніпро, Запорізьке шосе, 23. Сайт: www.dnepr-lt.com.ua

### Консул в Івано-Франківську
Консул Дегтярьова Галина Олександрівна, Івано-Франківськ, вул. Угорницька, 12-А

### Консул у Житомирі
- Адреса: 10000, Житомир, БЦ «Імперіал», пл. Перемоги, 10, 3 пов.

### Консул у Херсоні
- Адреса: 73025, Херсон, вул. Петренка, 18

### Консул в Ужгороді
Консул Гарапко Віктор Федорович. Ужгород, Собранецька, 47/14

### Консул в Одесі
Одеса, вул. Троїцька, 33-А. Почесний консул — пані Друтіс Олена Григорівна

### Консул у Харкові
Консул Токарєв Костянтин Олександрович. Харків, вул. Академіка Павлова, 323

### Консул у Білій Церкві
- Біла Церква, вул. Героїв Небесної Сотні, 24-А

### Консульство у Луцьку
Консул Мартиняк Сергій Васильович. Почесне консульство відкрито 11 червня 2021 року на вул. Словацького, 12.

### Консул у Сєвєродонецьку
Консул Габулас Робертас, вул. Федоренка, 10.